# A buszon
A buszon (On the Buses) egy angol filmvígjáték-sorozat, mely 1969-ben indult útjára. A sorozatban Stanley Butler angol buszsofőr életét követhetjük nyomon, megismerhetjük családját és munkahelyét. A film humorosan mutatja be egy átlagos brit buszsofőr mindennapjait. Világszerte közvetítették, és noha vegyes kritikákat kapott, rendkívül sikeres volt Németországban, Hollandiában, Belgiumban, Svédországban és Magyarországon.
A sorozat alapján azonos főszereplőkkel és témával három mozifilm is készült.

## Alaphelyzet
Stan Butler egy brit város, Luxton busztársaságának egyik sofőrje. Sikerembernek nem nevezhető, már lassan középkorú, de még mindig a mamánál lakik. Velük lakik Olive, a húga és annak férje, Arthur. Szintén nem tartoznak a sikeremberek közé. Olive évek óta nem dolgozik, idejét falással és tévézéssel tölti. Csúnya, kövérkés és trampli, akit férje csúnyán elhanyagol. Házaséletük pontosan nulla. Arthur vasúti pénztáros egy kis állomáson. Életét kopaszsága, egy pár évvel korábbi, férfiasságát érintő intim műtéte és főként felesége keseríti meg, utóbbit napi rendszerességgel alázza a lehető legváltozatosabb módon. A mama próbálná mindnyájukat kiszolgálni, de Stan és Arthur kevéske hazaadott pénzéből nagyon szerényen élnek. A mama kedvence Olive, akinek mindig extra adag ételt ad, „hogy felerősödjön”.
A család szerény körülmények között él egy munkásnegyedben, egy arrafelé szokásos családi házban, folyamatos anyagi gondok közepette. Egy tévé, egy ágy megvásárlása, vagy akár az ócska bútorok átkárpitozása is igen komoly gondot jelent.
Stan a munkáját a lehető leglazábban kezeli, ebben kiváló társa Jack, buszának kalauza. Főnökük, az ellenőr szerint ők a legrosszabb alkalmazottak a cégnél. Egy könnyű vonalon, a temetőkerti járaton vannak. Ennek örülnek, „mert legalább visszafele nincs utas”. Munkájukban ott keresik a könnyebbséget, ahol csak tudják. Az időbeni indulást, a menetrendet csak hírből ismerik. Gyakran mondvacsinált ürüggyel előreengedik a mögöttük haladó buszt, hogy az vegye föl helyettük a sok utast. Időnként útközben leállnak egy cigit is elszívni, vagy akár bevásárolni.
Jack egy igazi minden hájjal megkent széltoló, a busztársaság nőcsábásza, a kalauzlányok kedvence, a főnökük életét megkeserítő fondorlatok kiagyalója. A nőcsábászságban Stan is követné, de mivel nem olyan magas és jóképű, kevésbé sikeres a lányoknál. Jack az aktuális problémákat többnyire „okosban” szereti megoldani. Ezzel többnyire még több problémát okoz, persze nem magának, hanem Stannek. A szabálytalanság, olykor nyílt törvényszegés sem áll távol tőle, de ezeket legalábbis elmondása szerint a dolgozókkal szembeni társadalmi igazságtalanság kiküszöbölése motiválja. Ő a cégnél a szakszervezeti megbízott, fejből tudja a szabályzatkönyvből a munkavállalók jogai pontokat, a munkavállalók kötelességei pontokkal viszont nem nagyon foglalkozik.
Kettejük ellenlábasa a cégnél Blakey, az „ellenőr”. Valójában nem jegyellenőr, hanem a főnökük, aki a buszok rendben történő indulásáról gondoskodna. Sótlan, szigorú, tekintély- és szabálytisztelő, kárörvendő, erkölcscsősz ember, ugyanakkor valamilyen szinten kissé naiv. Alapvetően csak némi tiszteletet és elismerést, valamint rendes munkavégzést várna el, ám egyiket sem tapasztalja meg. Hórihorgas alkata, szemforgatása, Hitlerre hasonlító bajsza és furcsa beszéde miatt háta mögött folyton gúnyolják, naivitása miatt állandóan bolondot csinálnak belőle. Már csak két célja lenne a cégnél: egyik, hogy Stan és Jack a busszal időben induljon és érkezzen, rendben vegyék fel az utasokat, ám ez teljesen reménytelen vágy részéről. A másik, hogy a sok csőbe húzásért cserébe végre találjon ürügyet Stan kirúgására.
A sorozat epizódjai a család problémái, a buszgarázs eseményei, valamint Stanék és Blakey csatái körül forognak.

## Szereplők
- Stan Butler: Hétköznapi angol buszsofőr. Édesanyjával, húgával és sógorával él együtt. Barátja Jack, aki a kalauza és egyben a szomszédja is. A munkahelyükön minden napjuk azzal telik, hogy borzalmassá tegyék a főnökük életét. Szeret a barátaival együtt lenni és csajozni, utóbbiban nem túlzottan sikeres. Azelőtt kalauz volt, Blakey meg sofőr, egy járaton dolgoztak.
- Jack Harper: Stan kalauza, egyben szomszédja, a cégnél a szakszervezeti vezető. Igazi széltoló, aki minden „rosszba” beleviszi Stant. Ő a nagy nőcsábász a vállalatnál. Tányérsapkáját a szabályokkal ellentétben kétoldalt lehajtva hordja, hasonlóan az első világháborús német tisztekhez.
- Olive Rudge (Anna Karen): Stan otthonülő húga, nem egy kifejezett női ideál. Férjével, Arthurral mindig veszekednek és szidják egymást. Kedvenc időtöltései közé tartozik a tévézés és főként az evés.
- Mabel Ethel Butler (Cicely Courtneidge 1. évad, Doris Hare 2-7. évad): Stan és Olive édesanyja, egy kissé ódivatú koros hölgy. Ő főz és takarít a családra. Olive, Stan és Arthur Mamának becézi. Mindig odafigyel gyermekeire, aminek Olive örül, de Stan kissé nehezen viseli. Nőt nem enged neki felhozni, mert az „én házam nem olyan”, de úgy véli, hogy ilyen Stan eszébe sem jutna, mert „az én kicsi fiam nem olyan”, utóbbiban téved.
- Cyril "Blakey" Blake (Stephen Lewis): Ő a buszvállalat ellenőre, a kalauzok és sofőrök réme, akik mindig abban mesterkednek, hogyan szúrjanak ki vele. Háta mögött Drakulának, Gestaponak, vagy Hitlernek becézik a kinézete és szigorúsága miatt. Kedvenc szavajárása a „Butler, ezt még nagyon megkeserüli”. Azelőtt sofőr volt, Stan meg kalauz, együtt dolgoztak. Rossz viszonyuk ellenőri kinevezése napján, az új ellenőri egyenruhája leöntése miatt kezdődött.
- Arthur Rudge (Michael Robbins): Olive férje, a vasútállomáson pénztáros. A családban mindig ő húzza a rövidebbet és átoknak tartja, hogy elvette Olive-ot. Értelmiséginek próbál látszani, de csak kinevetteti magát.
- Csoki (Glen Whitter): a busztársaságnál dolgozó fekete sofőr.
- Nobby (Terry Duggan): a busztársaság szerelője, sokszor asszisztál Stan és Jack stiklijeihez.
- Igazgató (Michael Sheard): a buszgarázs szigorú igazgatója.
- Sally (Madeleine Mills): Blakey unokahúga

## Szinkronhangok
| Szerep                       | Színész                     | Első magyar tévéváltozat (MTV, 1974-75) | A három mozifilm (Zoom Kft, VHS) | Második magyar tévéváltozat (Filmmúzeum)             | Leírás | Évad  | Epizódok száma |
| ---------------------------- | --------------------------- | --------------------------------------- | -------------------------------- | ---------------------------------------------------- | ------ | ----- | -------------- |
| Stanley "Stan" Butler        | Reg Varney                  | Zenthe Ferenc                           | Kerekes József                   | Forgács Gábor                                        |        | 1.-7. | 68/74          |
| Mrs. Mabel Butler (Mama)     | Cicely Courtneidge (1.évad) | Tábori Nóra                             | Pásztor Erzsi                    | Martin Márta                                         |        | 1.-7. | 6/74           |
| Mrs. Mabel Butler (Mama)     | Doris Hare (2.-7.évad)      | Tábori Nóra                             | Pásztor Erzsi                    | Martin Márta                                         | 68/74  | 1.-7. |                |
| Olive Butler – Rudge         | Anna Karen                  | Hámori Ildikó                           | Kocsis Mariann                   | Kocsis Mariann                                       |        | 1.-7. | 74/74          |
| Arthur Rudge                 | Michael Robbins             | Kaló Flórián                            | Szersén Gyula                    | Szervét Tibor (1.-4.évad) Kerekes József (5.-6.évad) |        | 1.-6. | 61/74          |
| Jack Harper                  | Bob Grant                   | Tahi Tóth László                        | Rátóti Zoltán                    | Háda János                                           |        | 1.-7. | 74/74          |
| Cyril "Blakey" Blake ellenőr | Stephen Lewis               | Gelley Kornél                           | Makay Sándor                     | Barbinek Péter                                       |        | 1.-7. | 74/74          |

A sorozathoz az évek során két magyar szinkron készült. Az első változat a Pannónia Filmstúdióban készült 1973 körül. Akkor az MTV vetítette a sorozatot. 1974-1975 során összesen 25 részt adtak le, de nem teljes évadokat. 
A második szinkronstáb a 3 mozifilmhez készített szinkront a 90-es évek elején. Ekkor a Zoom Kft kiadta a mozifilmeket videókazettán. A szinkronok a Magyar Szinkron- és Videóvállalat (első film) valamint annak utódja, a Videovox Stúdió Kft (második, harmadik film) műtermeiben készültek. A második és harmadik filmhez az ISZDB ismer korábbi szinkronokat is. 
A harmadik stáb a teljes sorozathoz készített szinkront, mely a Filmmúzeum megbízásából a Labor Film Szinkronstúdióban készült.

## Blakey, az „ellenőr”
A két magyar tévészinkronban Blakey ellenőrként szerepel. Ez a magyar nézőkben azt a képzetet keltheti, hogy Blakey jegyellenőr. Ezzel szemben valójában leginkább munkafelügyelő, akinek a feladata nem a jegyellenőrzés, hanem a buszok és a sofőrök felügyelete a garázsban, gondoskodás a menetrend szerinti indulásról.

## A sorozat
Hetvennégy 25 perces epizód készült, valamint három spin-off film (A buszon (1971), Lázadás a buszon (1972), Vakáció a buszon (1973)). Az első évadban még Cicely Courtneidge játssza Stan édesanyját, de a második évadtól Doris Hare. A hetedik évadban már nem szerepel Michael Robbins. A történet szerint elhagyta Olive-ot. Reg Varney pedig a hetedik évad hetedik részében szerepel utoljára. A sorozat szerint északon vállalt munkát egy autógyárban. A sorozat körülbelül fele fekete-fehér, az újabb epizódok színesben készültek.
Az egyes epizódok egymástól teljesen függetlenek, az alaphelyzetet leszámítva folyamatos cselekménysor nincs. Egymástól távoli epizódokban logikai hibák tapasztalhatók, pl. Stan egyszer szenvedélyes dohányos, máskor a szagát sem állja, Blakey eleinte egy háromszintes ház tulajdonosa, ahol egyedül él és albérlőket fogad, későbbi epizódok szerint a városba költözött és szintén a busznál dolgozó unokahúga lakik nála, még később utcára tett albérlő, aki kibérli Stan megüresedett szobáját. A történet szerint azonos buszgarázs, valamint Stanék házának a helyszíne és beltere is évadról évadra változik. Arthur oldalkocsis motorja három alkalommal tűnik fel, mindannyiszor teljesen másként néz ki.

## Érdekességek
- Luxton egy a valóságban nem létező, fiktív brit kisváros Essex grófságban.
- A sorozatban csúnya, kövér, trampli, hiányos fogú Olive karakterét alakító Anna Karen a valóságban teljesen másként nézett ki, modell és táncos volt.
- Nobby-t, a garázs szerelőjét alakító Terry Duggan negyven éven keresztül Anna Karen férje volt.
- A Jack karakterét alakító Bob Grant sorsa a sorozat után rosszra fordult. Olyan szinten beskatulyázták Jack szerepébe, hogy ezután már komoly lehetőséget nem kapott, ettől súlyos depresszív megbetegedés alakult ki nála.
- Az Arthurt alakító Michael Robbins színházi karrierjének a folytatása miatt lépett ki a sorozatból.
- Reg Varney kb. 15 évvel volt idősebb az általa alakított Stan karakterénél, mindössze 11 évvel volt fiatalabb a mamát alakító Doris Hare-nél. A sorozat után pályafutása nagy törést szenvedett, később hajókon szerepelt, egyszemélyes show-műsorokkal turnézott.

## Epizódok
|  | Alább a cselekmény részletei következnek! |

- 1/1. A hajnali műszak – Indul a busz: Stan, a buszsofőr egy hajnali járatra kap beosztást. Ennek több hátránya is van. Egyrészt nagyon korán kell kelni, miatta a család is felébred, hajnalban még nem jár semmi, ezért nehéz bejutni a garázsba. Harmadrészt amikor leállnak ebédidőre, még nem nyitott ki a garázs kantinja, ezért ebédelni sem tudnak, Blakey, a garázs ellenőre meg nem engedi, hogy a buszon egyenek. Jack a kalauz, egyben szakszervezeti vezető sztrájkot hirdet a probléma megoldására. Egy tévéstábnak köszönhetően elérik amit akarnak, ezután a kantin korábban nyit. Elégedetten mennének ebédelni, ám megdöbbenve tapasztalják, hogy most meg a kantinosok léptek sztrájkba a korai nyitás ellen. Jack elhatározza, hogy sztrájkba lépnek a kantinosok sztrájkja elleni tiltakozásul.
- 1/2. Az új kalauz. Egy roppant csinos és tüzes hölgy személyében Stan új kalauzt kap. Már az első nap randevúznak, majd Stan behívja a házukba. Noha megpróbálnak csendben lenni, Arthur kiszúrja őket, majd a mama elrontja az egész estét, a lány feldúltan távozik. Stan leteremti anyját, de másnap bocsánatot kér tőle.
- 1/3. Olive-ból kalauz lesz: Olive Stan legnagyobb megdöbbenésére kalauznak jelentkezik. Már az első úton olyan rosszul lesz a motorszagtól, hogy le kell állniuk. Stan jobb híján azt hazudja az ellenőrnek, hogy Olive várandós. A kalauzi karrier két órát sem tartott.
- 1/4. A buszvezető gyomra: Stan egy ideje állandó gyomorfájdalmakról panaszkodik, kollégái szerint ez munkahelyi ártalom, anyja szerint a sok egészségtelen ételtől, forró sültkrumplitól van. Szigorú diétára fogja, Stan pár nap alatt jobban lesz, így átmegy a cégnél esedékes orvosi vizsgálaton, vezethet tovább. Egyik kollégája viszont megbukott, nem vezethet tovább, ellenőrt csináltak belőle sokkal több pénzért. Stan emiatt olyan mérges lesz, hogy nekiáll forró sültkrumplit falni, hátha megbukik és belőle is ellenőr lesz.
- 1/5. Az új ellenőr: Stan anyagi okokból ellenőrnek jelentkezik. Mivel ő az egyetlen jelentkező, Blakey felveszi. Társai azonnal kiközösítik és árulónak bélyegzik. Mivel munkáját komolyan veszi, beleköt a nagyfőnök kalauz barátnőjébe annak túl rövid, ezért szabálytalan szoknyája miatt, ezért egy nap ellenőrség után kirúgják.
- 1/6. Az ebédidő: Stan elvállalja az ebédfelelősi posztot a szakszervezetben. Felvesznek egy indiai szakácsnőt, aki elviselhetetlenül csípősen főz. Egy nap után elküldik, persze egy hét felmondási pénz jár neki. Mivel Stan szerezte, neki kell fizetnie. Utána jobb híján Olive és anyja áll be főzni, persze semmi nem sikerül. Végül egy büféből hozatnak ebédet a sofőröknek, persze saját főztjüknek mondják. A büfé ár és a kedvezményes garázsmenü közötti különbséget Stannek kell állnia.
- 1/7. A darts meccs: A garázsban Stan és reménybeli barátnője vetélkedőt tartanak, vajon a nők, vagy a férfiak jobb darts játékosok. Stan az egész családját meghívja a versenyre. Előző napon egész este otthon gyakorol, de a nyíl beleesik Arthur vacsorájába, a toll elázik. Tetejébe a versenyen a barátnő minden nőiességét beveti, hogy Stan ne tudjon a dobásra koncentrálni. Csúnyán veszít, de a lány meghívja magához egy búfelejtő estére. Ez sem jön össze, mert Arthur és Olive moziba mennek, a mamát pedig Stannek kell hazavinni. Megint Jack jár jól, aki felmegy Stan helyett a lányhoz, úgymond darts-edzést tartani.
- 2/1. A családi nátha: Olive és a mama influenzás lesz, ágyba kényszerül. Stan és Arthur szolgálja ki őket, persze nincs benne köszönet. Később Arthur betegnek tetteti magát, hogy ne kelljen segítenie, így Stan szolgálja ki mindhármukat, persze katasztrofális eredménnyel. Mikor jobban vannak, hárman elmennek Maud nénihez gyógyulni. Stan az üres házban már készül a bulira, mikor rajta is kitör a betegség. Őt viszont már nincs kinek kiszolgálnia.
- 2/2. A szelíd motorosok: Arthur egy ócska oldalkocsis motort vesz. Stan segít neki berúgni, de eltöri a váltókart. A cégtől akarnak szerszámot szerezni a javításhoz. A javítás után a motor az első úton újra elromlik, a busszal vontatják haza, ám a kötél letépi a kormányt, mire a garázsba érnek, csak az van a kötél végén, ebből újra baj lesz. Arthur kifizetteti Stannel a kormányt a segítségért cserébe, csúnyán összevesznek.
- 2/3. Az önvédelem: Stan és Jack szombat estére a belvárosi járatra kerülnek, ahol rendszeressé vált, hogy a szórakozó fiatalok szétverik a buszokat és a személyzetet. Blakey kötelező önvédelmi karatetanfolyamot szervez, ahol ő az oktató. Stan este bemutatja húgának a tanultakat, kéri, hogy Olive próbálja megütni, ő meg kivédi. Az ütés olyan jól sikerül, hogy Stan nem tud elmenni szórakozni a csinos kalauzlányokkal.
- 2/4. Maud néni: Maud néni, a rokon meglátogatja Stanékat. Mivel magával hozza a kutyulit is, Stan a szabályokat felrúgva fél órát várakozik rá a busszal a vasútállomáson. Kiderül, a kutyuli egy 50 kilós óriás. Az ellenőr kiszúrja a szabálytalan fuvart, otthon meg sehogy sem férnek el a házban, végül Stan és Arthur kénytelenek egy ágyban aludni, persze veszekedések közepette. Maud néni másnap hazamegy. Mivel Jack fél a kutyától, az a vezetőfülkében utazik vissza az állomásra. Mikor az ellenőr meglátja a vezetőablakon kikandikáló kutyafejet, nem hisz a szemének, majd buzgón jelentést kezd írni az esetről.
- 2/5. Késésben: Stan barátnője miatt állandóan későn fekszik le és nem tud időben felkelni. Többször elkésik, ilyenkor helyette Jack írja alá a jelenléti ívet. Egy alkalommal lebukik, az ellenőr hazaküldi aludni, de az éjszakai járatra be kell jönnie. Mivel így nem tud elmenni a randevúra, megkéri Jack barátját, szóljon a lánynak, hogy csak reggel, műszak után megy hozzá. Reggel azonban Jack nyit ajtót nála. Meg is állapítja: én mindig csak vezetek, Jack meg lyukaszt.
- 2/6. Jó utat!: Stan és Jack kedvezményes spanyolországi nyaralásra megy a busztársaság szervezésében. Az utat persze csajozásra akarják használni. Mikor az ellenőr mondja, jól fog mutatni két tejfehér fickó a szép spanyol lányok között, a temetőkerti végállomás pihenőjét napozásra használják. Egy hajléktalan viszont a buszból ellopja Stan ruháját, kisgatyában kell visszavezetnie a garázsba, persze botrány lesz az ügyből. Otthon dekára kimérik a csomag súlyát a repülőre, de a bőrönd súlyát elfelejtik hozzászámítani. Hogy a feladott csomag súlya ne legyen túl a határon, Stan kabátban megy, de annak zsebeit annyira teletömi, hogy a buszba is alig bír beszállni. Végül kivételesen minden nagyobb baj nélkül elindulnak.
- 3/1. Elsősegély: Amikor az ellenőr megsérül a buszon, Stan szakszerűtlenül látja el, ezért elsősegély vizsgára küldik. Valami csoda folytán átmegy, de másnap egy szülő nőt kell ellátnia a buszon.
- 3/2. A tartály: Otthon elromlik éjjel a vécétartály. Mikor Stan megpróbálja megcsinálni, a csészét is eltöri. Másnap a család együtt megy újat venni. A buszon szállítanák haza, de az ellenőr észreveszi. Az összeszerelés sem megy. Hol az ülőkét nem lehet lehajtani, hol az ajtót becsukni. Reggel a család tülekedik a szomszédban lakó Jacknál, hogy kimehessen.
- 3/3. Az ellenőr unokahúga: A céghez egy rendkívül csinos, fiatal, tanuló kalauznő érkezik, akit a betanulás idejére Stanék buszára osztanak be. Senki nem tudja, hogy Sally valójában az ellenőr unokahúga. Blakey nagyon nem örül, hogy pont a cég két legnagyobb nőcsábászához kerül a lány, de nem tud mit tenni. Stan és Jack egyszerre hajtanak rá a lányra. Amikor valamelyikük elér nála valamit, a másik gyorsan megfúrja, aztán fordítva. Mikor megtudják, hogy Blakey unokahúga, mindketten azonnal visszavonulót fújnak.
- 3/4. Házi sörfőzde: Stan egy házi sörfőző készletet szerez be. A sör sokkal erősebbre sikerül a megszokottnál. Egy pohártól úgy berúg, hogy járni is alig tud, nemhogy buszt vezetni. Az ellenőr meg akarja szondáztatni, csak Jack trükkjei mentik meg a lebukástól. Mikor hazamegy, az egész család tök részeg.
- 3/5. Egy kis mellékes: Arthur és Olive szobáját ki kell festeni. Jack kitalálja, a cégtől „szerzett” buszfestékkel csinálják, úgy csak pár üveg sörükbe kerül. A szoba el is készül, ám a végén kiderül, Arthur elfelejtette a festékbe beletenni a keményítőszert, így a festék nedves marad. A végére minden és mindenki festékes lesz. Másnap kiderül, váratlan ellenőrzés van a raktárban, a hiányzó festéket azonnal vissza kell tenni. Stan kénytelen a normál szobafestéknél sokkal drágább buszfestéket a saját pénzén visszapótolni, Jack ügyeskedése megint csak bajt csinált.
- 3/6. A kígyó: Jack egy indiai táncosnővel randizik, akinél egy táskában éppen ott van az előadáshoz szükséges óriáskígyó. Jack a táskát Stanre bízza, hogy vigye haza, majd érte megy. Persze a táskában lévő kígyóról nem szól.
- 3/7. A mama kirúg a hámból: A mama húsz év özvegység után egy udvarlóra lel a busztársaság egy özvegy alkalmazottja személyében. Az elegáns és decens úriember azonban valahogy mindig véletlenül otthon felejti a pénztárcáját, amikor meg meglátogatja a családot, mindjárt elkezd gondolkodni, hogy mennyiért lehetne kiadni Stan és Arthurék szobáját. Stan azonban az ellenőrtől megtudja, hogy az udvarló nem özvegy, hanem felesége van. A mama nem is túl szomorú a hír hallatán, az első perctől tudta, hogy nincs rendben minden, de aki húsz éve nem randizott és nagymamakorú, az nem lehet válogatós. Mindenesetre volt pár szép napja.
- 3/8. A beépített ellenőr: A buszokba rádió adóvevőket akarnak beszerelni, hogy állandóan kapcsolatba legyenek a személyzettel. Stan és Jack a kísérleti alany. Persze véletlenül sem az igazat mondják az ellenőrnek, valamint belekapcsolódnak egy repülőgép beszélgetésébe, amiből persze óriási botrány kerekedik.
- 3/9. Ködös éjszaka: Stan és Jack aznap egy távolsági vonalon dolgozik. Elviszik a családot az arra lakó Maud nénihez. A busz este jön vissza, ám akkora köd lesz, hogy egész éjszakára az országúton ragadnak. Olive-t felrúgja egy tehén, mikor pisilni megy, az ellenőr meg beleesik a sárba, mikor telefonálni indul.
- 3/10. Az új egyenruhák: A cégnél új, divatos egyenruhákat akarnak bevezetni, Stan és Jack a kísérleti alany. Két csinos lány azt hiszi a bárban, hogy pilóták, ők rá is játszanak. Mikor kiderül, hogy csak buszosok, a lányok azonnal otthagyják őket. Végül a nevetséges egyenruhákat nem vezetik be.
- 3/11. Az állandó nő: Stan végre kezd révbe érni. Komoly barátnője a szende és nagyon kulturált Sally, az ellenőr unokahúga, már tervezik a házasságot. Stan meghívja magukhoz Sallyt és az ellenőrt is, utóbbi nem örül a kapcsolatnak. A mama mindent megtesz, hogy a vendégek jól érezzék magukat, ám Sally lekicsinylő megjegyzéseket kezd tenni előbb a házra, majd a család kultúrszintjére, miszerint ide sosem költözne, Stant meg majd kikupálja, ha elvitte innen. A mama ezt már nem tűri szótlanul. Mikor az ellenőr Stan nyakkendőjét rondának nevezi, Stan közli, hogy Sallytől kapta. Ekkor Sally elejt egy véletlen megjegyzést, miszerint nem tudta, hogy Stanen ilyen ronda lesz, eddig ez a nyakkendő az összes fiújának jól állt. Erre Stan közli, akkor ezután randevúzzon inkább azokkal. A jegyesség ezzel véget is ért, Sally és az ellenőr sértődötten távoznak.
- 3/12. Szorult helyzetben: Stanék anyagi helyzete még a szokottnál is rosszabb, kénytelenek eladni Arthur ócska oldalkocsis motorját, de vajon hol találnak rá épeszű vevőt. Jack rábeszéli az ellenőrt, hogy vegye meg, kiváló állapotban van. A próbaúton azonban az oldalkocsi leszakad, benne az ellenőrrel, akit alig bírnak kiszabadítani a buszgarázsban.
- 3/13. Szerencse fel: Az egyik kalauzlányt, Stan reménybeli barátnőjét késői hazamenetele és kutyája miatt kidobják az albérletéből. Stan azonnal felajánlja, hogy jöjjön hozzájuk, még a szobáját is átadja neki, persze abban reménykedik, hogy majd éjjel meglátogatja. Az irigy Arthur viszont egész éjjel őt figyeli és követi, nehogy bemehessen a lányhoz. Hétvégére Stan az egész családot eltávolítja otthonról azzal, hogy bizonyára veszett a kutya. Egy kellemes délutánban reménykedik, ám Jack állít be és viszi el randevúra a lányt, akinek rosszul esett, hogy még jóéjtpuszit sem kapott Stantől. Stannek most sem jött össze, nekiáll tévézni az ötven kilós kutyulival.
- 4/1. Sehol egy kégli: Stan és Jack két kalauznővel szeretne bulizni. Mivel Stan családja elutazna egy vidéki rokonhoz, oda szervezik. Indulás előtt Arthur motorja lerobban. Stan jobb híján elmegy a garázsba meghegeszteni az eltört alkatrészt. A javítás sikerül, végül elindulnak. Stan és Jack este a műszak után a két lánnyal megérkezik az üres lakásba, ám a család megint otthon van. Kiderül, félúton kiesett a motor kereke. A buli elmarad.
- 4/2. Az ellenőr menyasszonya: Blakey kis híján feleségül veszi a garázs kantinosnőjét, aki noha csak annak nem volt meg, aki nem akarta, megjátssza a szende lányt, hogy feleségül vegyék.
- 4/3. A vezetés veszélyei: Az újságban megjelenik egy cikk, miszerint az egész nap ülő, keveset mozgó, egészségtelenül étkező buszsofőrök korán halnak. Stan a családja nyomására, meg hogy bírja majd a hétvégi randevút, hirtelen elkezd egészségesen élni. Megeszi az otthoni fogyókúrás vacsorát, de még az ellenőr által tartott tornaórára is elmegy. Másnap megjelenik az újságban a helyesbítés, a modern buszok vezetői már nincsenek veszélyben. Stan dupla adag ebéddel és sültkrumplival ünnepli meg a hírt.
- 4/4. A másik nő: A garázsban darts versenyt tartanak, amire Stan családja is eljön. Arthur összeismerkedik egy kalauznővel, attól fogva Olive mintha ott sem lenne. Veszekedés lesz, a család hazamegy, Arthur viszont csak késő éjjel ér haza, a nővel szórakozott. Otthon újra kitör a veszekedés, Arthur úgy dönt, hogy a reggeli busszal elutazik a testvéréhez. Az induló buszhoz utánamegy az összetört Olive és a mama, ám kiderül, a busz kalauznője a tegnap esti lány. Olive botrányt csap, hogy elcsábította a férjemet, ám a lány gúnyosan odavágja, ez a negédes alak nekem nem kell, tartsa csak meg. Arthur kénytelen hazamenni Olive mellé.
- 4/5. Karácsonyi műszak: Stan karácsonykor is dolgozik, Arthur menne érte motorral, ám nagyon berúg, ezért Olive vezeti a motort, persze majdnem elüti az ellenőrt és összetöri a motort. Mire hazaérnek, a sütőben hagyott pulyka miatt majdnem leég a házuk. Szerencsére egy járőr észrevette a füstöt és riadóztatta a tűzoltókat, akik telefújták a konyhát fehér habbal. Ez lett a család fehér karácsonya.
- 4/6. Tanulójárat: Arthurék ágya éjjel szétesik, újat kell venniük. Jack persze felajánlja, hogy tud eladót sokkal olcsóbban, csak a város másik feléről haza kell fuvarozni, ezt majd megoldják feketén a busszal. Erre a tanuló kalauzokat betanító járat a legmegfelelőbb, ahol Stan és Jack az oktató.
- 4/7. Az osztálykirándulás: Az ellenőr kitolásból Stanékat osztja be osztálykiránduláshoz. A gyerekek szinte elviselhetetlenek, a busz elromlik, utána a gyerekek még elviselhetetlenebbek. Stan kalauznőnek öltözik, úgy próbálja meg szórakoztatni őket, míg tart a javítás.
- 4/8. Az évforduló: Arthur és Olive házassági évfordulójukra kapnak egy kutyát Maud nénitől. Az ünnepi vacsorán a kutya megeszi a csirkét, összenyalja a bonbont, tetejébe Arthur allergiás a kutyaszőrre. Másnap visszavinnék Maud néninek, de a buszon megharapja az ellenőrt és széttépi a nadrágját.
- 4/9. A bútorhuzat: Stanék elhatározzák, hogy ócska bútoraikat a garázsból ellopott, a buszokhoz való bútorhuzattal kárpitozzák át. Tartozás miatt kikapcsolt telefonjuk miatt az ellenőr személyesen megy el hozzájuk, hogy Stant túlórára hívja be. Az ellenőr az újfajta huzatot ugyan nem ismeri fel, de ők félelmükben még éjszaka az egészet leszedik és kidobják. Másnap kiderül, hogy a raktárban hiány van, az ellenőrnek is eszébe jut, hogy Stanéknél ugyanezt az anyagot látta, teljes a lebukás. Stannek önköltségi áron is 120 fontot kell fizetnie a bútorhuzatért, ezen komplett új bútort is vehettek volna, így azonban se pénz, se huzat.
- 4/10. Első a biztonság: A busszal a garázsból kihajtó Stan az út helyett a lányokat figyeli, ezért bele kell taposnia a fékbe. A buszon utazó ellenőr ráesik egy korosabb hölgyre, aki baleset helyett zaklatásnak véli az ügyet, panaszt is tesz. Stan ráfogja a fékezést egy nemlétező ámokfutó autósra. Blakey ötlete, legyen ezentúl a garázs kijárata a bejárat, úgy biztonságosabb lesz. Persze Stan megszokásból fordítva megy be. Mikor Blakey rászól, hogy forduljon meg, Jack irányításával beletolat az ellenőr fülkéjébe. Blakey fejére rászorul egy rács, lángvágóval szabadítják ki, idegösszeomlást kap és kórházba kerül. Már jobban lenne, ám Stan, az egész család és Jack meglátogatja a kórházban, ettől majdnem újra sokkot kap.
- 4/11. Az albérlő: Stan családja még a szokottnál is rosszabb anyagi helyzetben van, kénytelenek kiadni az egyik szobát. A bérlő Blakey ajánlatára a busztársaság egyik decens öregúr vezetője. Mivel igen jól fizet, mindenben kiszolgálják. Ő azonban félreérti Olive készségességét, kikezd vele, ezért elküldik. Ezek után Blakey következő javasoltját Stan látatlanban elutasítja. Bánatára csak később derül ki, hogy egy rendkívül csinos hölgy lett volna az illető.
- 4/12. A sérülés: Stan otthon, tapétázás közben megsérül. Jack kitalálja, hogy konstruáljanak munkahelyi balesetet, úgy több lesz a táppénz. A garázsban elrontanak egy lépcsőt, hogy Stan majd azon essen el, de végül az ellenőr lép bele és töri lábujját, így ő mehet egy hónap teljes munkabérű betegállományba.
- 4/13. Lassan a testtel!: A kantinban egy új bombázó dolgozik. Stan azonnal felfigyel rá, meg is hívja egy bárba, a lány meglepő módon bele is megy. Stan viszont nem tudja, hogy nem rá, hanem a heti fizetésére hajtanak. Fizeti az egész estét, elhiszi a lány meséit, kifizeti az albérleti tartozását is, a végére nem marad semmi pénze, a lány meg eltűnik. Másnap már a Stan pénzén vett ruhában pompázik, már a nagyfőnök titkárnője, aki nem ereszkedik le holmi sofőrökhöz. Stan csúnyán hoppon marad.
- 5/1. A gyermekmegőrző: A garázsban egy kis bölcsődét rendeznek be, hogy a kalauzlányok csecsemő mellett is dolgozhassanak. A zsémbes ápolónő túlterheltségre panaszkodik. Stan ötlete, legyen Olive a segítsége. Olive persze erre a munkára is alkalmatlan, de nagy nehezen a mama betanítja a pelenkázásra. Mindjárt az első munkanapon rálép a szemüvegére, haza kell mennie a pótszemüvegért, arra meg véletlenül ráül. Míg az ápolónő ebédel, Olive meg elmegy szemüveget venni, Stan és Jack vigyáz a gyerekekre. Mivel már nem tudnának ebédelni, felfalják a bébiételes konzerveket, megisszák a tejet. Mikor indulniuk kell és az ápolónő még mindig nem jött vissza, Blakey kénytelen pelenkázni, mérgében hozzájuk vágja a pisis pelenkákat.
- 5/2. Stan szobája: Stan egy kalauzlányt szeretne felvinni a szobájába, de a mama nem tűri az efféle erkölcstelenséget. Míg a család tévézik, ők a konyhában vannak, de a reklám alatt Arthur pillanatokon belül rájuk nyitja az ajtót, majd hamarosan az egész család ott nyüzsög. A szünet után Stan megpróbál a szobájába osonni a lánnyal, de az irigy Arthur szemfüles. Botrány tör ki, Stan reggel elköltözik, de hogy hová, reggel még ő sem tudja. A garázsban kibérli Blakeytől annak fölös szobáját, majd este a tilalom ellenére oda is fel akarja csempészni a lányt. Tetejébe éjjel beállít a Stant kereső teljes család, a Blakey-ház pillanatok alatt bolondokházává válik.
- 5/3. Az esküvői tanú: Sally végre férjhez megy, persze nem Stanhez, ő csak az esküvői tanú. Az utolsó éjszakán ő és Jack úgy berúgatják a vőlegényt, hogy az elájul, a kijózanítására tett kísérletek is katasztrofálisak. Hogy el ne veszítse, Stan a saját ujjára húzza a jegygyűrűt, de az esküvő előtt nem tudja levenni. Mikor a szájába véve végre sikerül lehúznia, véletlenül lenyeli, irány a kórház.
- 5/4. Az ellenőr háziállatai: Blakey a hétvégére horgászni szeretne menni, de aki ezalatt vigyázna a kutyájára, lebetegszik. Stan meghúzza a busz oldalát. Nem meri megmondani, viszont ha az ellenőrt sikerülne hétvégére eltávolítani, a garázsban a buszt hétfőig megjavítanák. Stan az ellenőr legnagyobb meghatódására elvállalja a hétvégére a gazdiságot, hogy az elmehessen. Kiderül, nem csak kutya, hanem egy komplett akvárium is rá van bízva. A hétvége komplett katasztrófa. Az akvárium összetörik, Arthur tévedésből a víztisztító tablettát veszi be, tetejébe a kutyát sétáltatás helyett kiköti a kocsma elé, ahol az a szigorú tilalom ellenére összejön egy fiúkutyával. Hétfőre valahogy mindent megoldanak, az ellenőr hálás, csak nem érti, miért gömbölyödik a kutyája hasa.
- 5/5. Az influenza: Influenza járvány tör ki, a sofőrök, Blakey, és Stan családja is beteg lesz, de Stan egy fertőtlenítő spray-nek köszönhetően nem. Mikor már mindenki más gyógyul, elmennek szórakozni két csinos kalauznővel, de Stanen épp a bárban tör ki a betegség, haza kell mennie. Jack „szerencsére” magára vállalja a lányok szórakoztatását.
- 5/6. A buszosok bálja: A buszosok báljára az ellenőr tiltakozása ellenére egy sztriptíztáncosnőt szerződtetnek. A műsorszám végén bugyiját a vendégek közé dobja, aki elkapja, visszaviheti neki. A bugyi Olive ölében köt ki, a sofőrök tömegével rohannak oda, hogy megszerezzék, Olive ruhája a lökdösődésben elszakad. Sírva fakad, Arthur hazaviszi. Stan közben megszerezte a bugyit, ő és Jack rohannak visszaadni. Ezúttal az ellenőr is velük tart.
- 5/7. Kantin-zűrök: A behízelgő modorú Jack eléri, hogy ő és Stan extra adag ételt kapjon az ebédlőben, még otthonra is vihetnek haza. Az ellenőr ezt látva kidobja az ételosztó lányt, helyette egy korosabb, volt börtönőr hölgyet vesznek fel. A két széltoló őt is leveszi a lábáról. Őt egy nap után ételosztó automatára cserélik le, azt nem lehet extra adag ételért elcsábítani. Az automatákat karbantartó igen csinos hölgyet viszont már megint csak lehet...
- 5/8. Az új nővér: A buszgarázs egészségügyi szobájába új nővér érkezik. Mivel albérletet keres, Stan felajánlja az egyik szobájukat. Kiderül, a nagyon csinos hölgy roppantul kultursznob. Másnap Arthur érdekes módon megfürödve, öltönyben megy le a vacsorához, értelmiségi módon próbál viselkedni, szemlátomást ráhajt a lányra, amit Stan csak furcsáll, ám Olive nehezen visel. Végül éjszaka botrány tör ki, Olive nem engedi be Arthurt a hálószobába. Másnap Arthur és a lány a garázs előtt találkoznak. Stan meglepetésében beletapos a fékbe, amitől a buszon álló ellenőr hatalmasat esik. Kiderül, a lány szakított Arthurral, nem akar családos ügyekbe bonyolódni. Olive és Arthur tovább folytatják nem túl boldog házasságukat.
- 5/9. Talált tárgyak osztálya: Egy borítékot felejt valaki a buszon. Mivel egy utas által otthagyott, majd a menet végén Stan és Jack által megevett hal és sültkrumpli miatt előzőleg botrány tört ki, Stan nem dobja ki, hanem másnap munkakezdésig hazaviszi. Éjjel kapja az ellenőrtől telefont, hogy a borítékban egy értékes gyémánt van. A boríték viszont időközben Arthurék szobájába került és firkálócetlinek lett használva, a gyémánt sincs meg. Fél éjjel keresik, a szobát darabokra szedik, míg megtalálják. Másnap Blakey feltűnően barátságosan szól hozzájuk, hogy elsimította az ügyet, azt mondta, ő találta meg. Stan és Jack hálálkodnak, hogy kihagyta őket. A végén elárulja, a megtalálónak tíz font jutalom járt, amit ő kapott meg. Mikor Stan kéri a felét, mivel ő találta, azt válaszolja, hát azt kérték, hogy hagyjam ki magukat az ügyből, ezért kimaradtak az ügyből és a jutalomból is.
- 5/10. Stan egyenruhája: Otthon eldugul a lefolyó és Stan az egyenruhájában próbálja megjavítani. Persze az összes szennyvíz ráömlik, a ruha menthetetlen lesz. Másnap az ellenőrtől megpróbál kialkudni egy új egyenruhát, ám nem megy. Jack javaslatára beadják egy haverhoz tisztítóba, aki szándékosan tönkreteszi. Ezután Blakey kénytelen kiutalni Stannek egy új ruhát. Ám Stan otthon ráül az Arthur által frissen festett székre. Jack kitalálja, majd a garázsban vegyszerrel kiszedik a foltot, az viszont lyukat mar az egynapos egyenruhába. Hogy Blakey észre ne vegye, egy nyugdíjba vonult kolléga sokéves, kopott, piszkos egyenruháját elkérik. Mikor Blakey másnap meglátja Stant az egynaposnak tudott egyenruhában, majdnem gutaütést kap.
- 5/11. Egy kis baleset: Stan reménybeli kalauznő barátnőjét a garázsban felemeli, ettől lumbágót kap. Pár napig feküdnie kell, utána két hétig fűzőt viselnie. Az első munkanapon a buszba is alig tud beszállni, tetejébe Blakey elől is titkolni kell a betegséget, dehát kell a pénz. Végre eljön a hétvégi randevú ideje, de Stan ott is csődöt mond a hátfájás miatt. A lány megértő, felsegíti Stant a hálószobába, de ott pásztoróra helyett már csak a hátfájás jut Stannek.
- 5/12. Az új tévé: Stanék tévéje a végét járja, újat akarnak venni, de a régit ehhez el kéne adniuk. Jack átállítja a feszültségét, így addig jó lesz a kép, míg eladják. Egy trükkel rásózzák az ellenőrre, ám a tévé felrobban, Blakey is megsebesül. Kárpótlásul kénytelenek venni neki egy új tévét, de maguknak már nem tudnak.
- 5/13. Jackből ellenőr lesz: Blakey elárulja Jacknek, hogy ellenőröket akarnak a céghez felvenni. Jack közli, hogy ilyen alantas munkát sosem vállalna. Erre Blakey elmondja, ő lenne az első jelölt. Persze azonnal elvállalja és percek alatt ellenőrebb ellenőr lesz Blakeynél. Végül mégis visszatér a kalauzsághoz.
- 5/14. A kopasz valóság: Arthur egy kalauzlánynak csapja a szelet, aki a dús hajú férfiakat szereti. Vagyonokért beszerez egy parókakészletet, de mindhiába. Közben Stan a buszvezetés mellett busztakarítást is kénytelen vállalni, mert már a rezsiszámlákat sem tudják otthon fizetni. A felmosóval véletlenül beveri egy busz ablakát, Blakey majd a teljes takarítói keresetét levonja kártérítésként.
- 5/15. Össznépi karácsony. Karácsonyra Stanékat meglátogatja Arthur anyja és húga, majd mindnyájan elmennek a buszosok karácsonyi bulijába. Ott a szende húgról kiderül, hogy nem is annyira szende, Olive tévedésből megivott vodkától csúnyán berúg, nyilvánosan kiosztja férjét annak nem túl tökéletesen működő férfiasságáról, a buli végére mindenki mindenkivel összevész.
- 6/1. Olaj a tűzre: Stan a buszon cigizik, ami szigorúan tilos, persze az ellenőr észreveszi. Végül fogadást köt, hogy leszokik a dohányzásról. Mások előtt úgy is tesz, te titokban elszív néha egy-egy cigit. Szokott buszuk defektet kap, ezért a garázs legrégebbi, ócska buszát kapják, tetejébe két csinos kalauzlány is velük megy. A busz hűtővize egy néptelen helyen felforr, míg lehül, elszórakoznak a két lánnyal. Az ellenőr azonban a késés miatt utánuk megy. Hogy Blakey ne lássa meg, hogy a buszon cigizik, Stan eldobja az égő csikket, pont bele a busz szemetesébe. A busz kigyullad, Blakeyt úgy mentik ki az emeletről, de a végén beleesik egy mély pocsolyába, a busz teljesen kiég. Ezért kirúgás járna, ám a biztosító egy teljesen új busz árát téríti meg a cégnek, mert az igazgató véletlen műszaki hibának állította be az esetet, sőt, Blakeyt kötelezte, hogy köszönje meg az élete megmentését Stannek és Jacknek. Ők ki is használják az ellenőr számára megalázó helyzetet.
- 6/2. Házaspárbaj: Olive és Arthur házassága eddig sem volt sikertörténet, de az eldurvuló veszekedéseket már a család sem bírja. Stan házassági tanácsadóhoz küldi őket, de Arthur nem megy velük. A tanács: Olive próbáljon meg nőként kinézni és viselkedni, Arthur azonban csak kigúnyolja Olive igyekezetét. Stan ötlete, tegyük Arthurt féltékennyé egy másik férfival, aki Jack lenne. A próba nem sikerül. A második, akit tudtán kívül kevernek az ügybe, az ellenőr, de Arthur vele sem törődik. Az ablakpucoló fiú viszont önként ráhajt Olive-ra, erre Arthur már féltékenységi rohamot kap. Egyelőre kibékülnek.
- 6/3. Magánfuvar: Stan és Jack felteszik a havi pénzüket lóversenyre, persze mindet elveszítik. Stan öt fontot kölcsönkér, de hétfőn vissza kell adnia. Jack javaslatára ezt is felteszi egy biztos tippre, persze ez is elvész. Jobb híján a rájuk bízott próbabusszal költöztetést vállalnak, az ellenőr persze a nyomukban van. Otthon ezalatt Arthur konyhát csempéz, ám Olive összekeveri az egyforma tálban lévő csemperagasztót és tortára való vaniliasodót.
- 6/4. Stan legrosszabb napja: A hiánypótló epizódból visszaemlékezéses beszélgetés során kiderül a mai konfliktusok forrása. Stan tíz éve kalauz volt, Blakey meg sofőr, együtt dolgoztak évekig minden probléma nélkül. Egy napon váltottak státuszt, Blakey ellenőr, Stan meg sofőr lett. Stan mellé egy kezdő kalauz került, Jack. Ugyanezen a napon egy új albérlő került a Butler házba, a még hajas, önmagát orvosnak mondó Arthur. Este egy nagy bulit csapnak Stan és Blakey kinevezésére, Jack fogadására, a mama viszont Olive és az „orvos” Arthur összeboronálásán munkálkodik. A fiúk jól berúgnak, Stan véletlenül ráönti a pudingot Blakey vadonatúj ellenőri egyenruhájára, az ellenségeskedés ekkor kezdődött köztük. A részeg Arthur éjjel véletlenül előbb Stan, majd Olive ágyába bújik, a mama követeli, hogy ezután vegye feleségül Olive-ot. Stan egy nap alatt kapott Blakey személyében egy rossz főnököt, Arthur személyében egy szintén nem túl jó sógort, Jack személyében egy széltoló kollégát.
- 6/5. Szakszervezeti bajok: A garázs kantinjának nyitvatartási idejét takarékossági okokból lecsökkentik, így a sofőrök egy része nem tud ebédelni. Stan tiltakozást szervez, Jack szakszervezetileg mellé áll, ám Blakey beígér neki egy kis jutalmat, így elpártol az ügytől. Stan egyedül folytatja a tiltakozást, másnap sztrájkol. Az időt kihasználva otthon kitapétázza a konyhát, a már megszokott katasztrofális eredménnyel. Harmadnap bemegy dolgozni, ám Blakey a sztrájk miatt felfüggeszti. Jack ekkor sem áll mellé, meg is kapja a jutalomcsekket. Ahogy a kezében van, azonnal sztrájkot hirdet Stanért és a kantinért. Blakey megint kénytelen engedni, Stan dolgozhat, a kantin nyitva marad.
- 6/6. Bye bye Blakey: Egy félreértés miatt azt hiszik, hogy Blakey a végét járja, pedig nem az életből, hanem csak cégtől a szeretne távozni. Hirtelen mindenki nagyon kedves lesz vele, emiatt úgy dönt, hogy mégis marad. Mikor megtudják, hogy nem halálos beteg, hanem csak máshová akart menni dolgozni, de végül marad, meghajigálják a búcsúajándékkal.
- 6/7. A simlis sorsolás: Az ellenőr egyfajta zsarolással (nem panaszolja be a főnökségnél) ráveszi Stant, hogy áruljon állatvédői sorsjegyeket, komoly nyeremények vannak. Stan nagy nehezen a családját is rábeszéli sorsjegyre. Noha semmit még soha nem nyertek, most a mama nyer egy kétszemélyes spanyolországi nyaralást. Ettől fogva Stan, Arthur és Olive mindenben kiszolgálják, feltűnően kedvesek hozzá, mindnyájan azt remélik, hogy valamelyiküket magával viszi. Sajnos kiderül, hogy a sorsolást szervező külsős cég a teljes bevételt elköltségelte magának, nincs nyeremény. Noha a mama egy levélből már pár napja tudta ezt, nem szólt, mert jól esett neki a kedvesség és kiszolgálás.
- 7/1. Olive elválik: Arthur elhagyta Olive-ot, ma van a válóperes tárgyalás. Olive egész nap csak zokog, hisztérikus, idegrohamból idegrohamba esik. Idegállapota miatt nem merik egyedül hagyni, ráakaszkodik Stanre, ezzel totálisan elrontja annak aznap esti randevúját.
- 7/2. A tökéletes kalauz: Amióta Arthur elment, a családban még kevesebb a pénz, Olive kap az ellenőrtől még egy esélyt, beállhat kalauznak. Noha erre a munkára tökéletesen alkalmatlan, a szabályokat kívülről megtanulja és betartja, ezzel mindenkit őrületbe kerget. Mikor azt ellenőr ezért tökéletes kalauznak nyilvánítja, a többiek is elkezdik pontra betartani a szabályokat, lehetetlenné téve a buszközlekedést. Végül Blakey maga dobatja ki velük a buta szabályzatkönyvet.
- 7/3. A jegykiadó gép: Olive és anyja bután beleugranak egy mintakollekciós ügynökösködésbe, tetejébe a mintakollekció is tönkremegy, már vissza sem lehet küldeni. 50 fontjuk bánja, amit egy héten belül ki kell fizetni. Stan megpróbálja előre elkérni a jutalmát, de az ellenőr közli, az csak a jó dolgozóknak jár, Stan pedig nem az. Jack kitalálja az eddigi legdurvábbat: egy lopott jegykiadó géppel dolgozzanak, így a bevétel nagy részét zsebre tehetik, abból Stan gyorsan fizethet. Egy a lopott géppel kinyomtatott jegy miatt azonban lebuknak. Az ellenőr váratlanul elintézi, hogy Stan mégis kapja meg 50 font jutalmát. Utána eladja nekik 50 fontért a bizonyíték jegyet, majd a pénzt beleteszi a nyugdíjas sofőrök számára gyűjtő ládába. Stan még így is olcsón megúszta.
- 7/4. A sofőrök szépe: A cégnél átszervezés lesz, Stan szinte biztosan repül. Egy módon menekülhet meg, ha megnyeri a városi sofőrök versenyét. Blackey legnagyobb döbbenetére Jack elintézi, hogy a garázs indulója Stan legyen. Stannal ellentétben a többi induló viszont szépfiú, ezért otthon nekifognak Stant széppé varázsolni. Az arcsimító maszkot véletlenül tíz perc helyett egy órát fent hagyják, Stan arca vérvörös lesz tőle. Mivel a választás napján már látja, hogy a széppé varázsolás eredménye katasztrófa, bekeni vörös arcát és a kezét piszokkal, felveszi ócska és koszos egyenruháját és így megy a bizottság elé. Azt mondja, hogy a busz elromlott, megjavította, neki az a dolga, hogy az utasok biztonságban utazhassanak, amúgy meg rohan, mert indulnia kell, első a menetrend. A bizottság ekkora ügybuzgalom láttán megszavazza a város buszsofőrének, ezután nem rúghatják ki, Blakey felrobban a méregtől. Stan megkapja a legmodernebb buszt, amit az első kanyarban összetör.
- 7/5. A focimeccs: A garázsban hétvégére focimeccset hirdetnek, a győztes csapat tagjai 5 fontot kapnak. Stan nem tudja fizetni a tévé részletet, a készükéket elviszik, egyetlen lehetőség, hogy a csapatba bekerüljön és nyerjen 5 fontot, viszont nem egy kimondott sportember. Blakey jobb híján nagy nehezen beveszi a csapatba. Mivel az egyetlen játékos, aki focizni is tudna, a meccs előtt megsérül, Olive is bekerül a csapatba, rajta úgysem látszik, hogy nő. A meccs előtt derül ki, hogy az ellenfél egy kifejezetten kemény női focicsapat. Olive szemüveg nélkül még a kaput sem látja, lő egy öngólt, Jack meg csak a lányokkal foglalkozik. A meccsen minden van, csak foci nincs, a nők 27:0-ra győznek.
- 7/6. Az omnibuszon: A Luxton busztársaság százéves évfordulójára egy kiállítást tartanak a régi idők járműveiből. Stan felszáll a legelső autóbusz vezetőülésébe, ott elnyomja az álom. Álmában 1909-ben jár, amikor lecserélik a lóvontatta omnibuszokat az első autóbuszokra, 14 óra a napi munkaidő, Jack éppen szervezi a szakszervezetet, Olive a nők jogaiért tüntet, a mama otthon megszakad a munkába, Blakey viszont már akkor is ellenőr. Közli velük, hogy bár egy forduló fele annyi ideig fog tartani, de kétszer annyi fordulójuk lesz, a munkaidő nem lesz rövidebb, a pénz sem több, akinek nem tetszik az ki van rúgva. Aki meg tüntetni mer, az megy Ausztráliába a fegyenctelepre. Felébredve nem is tűnik olyan rossznak a helyzete a hetven évvel azelőttihez képest.
- 7/7. Ég veled, Stan: Stan egy északi autógyárban vállal munkát, sokkal jobb fizetésért. Jack kitalálja, hogy ne mondjon fel, hanem rúgassa ki magát, így egy heti pénzt kap. A kollégák hatalmas búcsúbulit csapnak, Stan a alaposan berúgva megy haza. Otthon nagy a sírás-rívás távozása miatt, a mama a kedvenc ételével várja, ám Stan egy falatot sem tud részegen enni. Hogy a mama ne sértődjön meg, a kolbászokat a zsebébe dugja. Reggel Blakey saját pénzén vesz Stannek buszjegyet, eljött a nap, amire évek óta várt, sikerült Stantől megszabadulnia.
- 7/8. Folyó ügyek: Stan szobáját Blakey bérelte ki. Mikor elromlik a bojlerben a fűtőszál, Jack azonnal felajánlja, hogy a bolti árnál sokkal olcsóbban szerez egyet, persze a fűtőszálat a garázs bojleréből lopja ki. A beszerelésben is segít, aminek következtében előbb a Butler házat, majd az utcai elzáró eltörése után az utcát is elönti a víz.
- 7/9. A látogatás: Blakey, a Butler ház új albérlője meghívja mamáját egy pár napos látogatásra. A mama megengedi, hogy náluk lakjon. A hölgy azonban mogorva, mindennel elégedetlen, kiszolgáltatja magát. Mikor a cipőjét is velük akarja kitisztíttatni, a mama kiborul és kiosztja, ám mivel Blakey Olive főnöke, végül elnézést kér és meghívja a hölgyet a garázs heti bingó sorsolására, mindent ő fizet. A hölgy gátlástalanul visszaél a meghívással, fizetteti az italokat. Mikor megnyeri a bingó főnyereményét, majdnem száz fontot, még egy kört akar a mamával fizettetni, mivel a mama megígérte, hogy mindent ő fizet, a két dolog meg ugyebár nem függ össze. Újra kitör a veszekedés, végül még Blakey is elítéli anyja viselkedését, aki dérrel-dúrral hazautazik.
- 7/10. Mit jósolnak a csillagok: A garázsban rosszul mennek a dolgok, a céget összevonják egy másikkal, a dolgozók fele repül. Otthon viszont a mama tealevelekből megjósolja, hogy hamarosan esküvő lesz, egy nagyon magas és nagyon vékony férfi áll a házhoz. Mivel ez csak Blakey lehet, Olive és a mama is ráhajt a házasodni éppen nem kívánó ellenőrre. Már kezd a dolog kínossá válni, mikor egy újabb jóslat jön, a csillagállás szerint nem szerencsés, ha a hölgyek éppen most keresnek férjjelöltet. Az alkalmazottak sorsa is rendeződik, a felvásárló konkurens társaság emberei sztrájkba lépnek a Luxton Busztársaság dolgozóinak megmentéséért.
- 7/11. Kis dolgok: A céghez felvesznek egy csúnya, de rendkívül határozott kalauznőt, aki észreveszi, hogy a végállomáson a temetői vécé a férfiaknak ingyenes, a nőknek fizetni kell. Feltüzeli a cég kalauznőit, hogy követeljenek vécélátogatási pótlékot. Ebbe bele is megy a cég, ám további követelések kezdődnek. Az igazgató kitalálja, hogy a nők vezessenek vécélátogatási naplót, az alapján alkalmanként kapják majd a pénzt. A nők ezzel is visszaélnek, naponta harminc-negyven vécélátogatást iktatnak be, a vonalak melletti összes vécénél megállítják a buszokat, a menetrend teljesen felborul. Blakey elkezd a vécéknél kémkedni utánuk, erre beviszik a rendőrségre mint kukkolót. Mire végre sikerül a céggel megegyezniük egy fiksz összegben, a város ingyenessé teszi a vécéhasználatot a nők számára is.
- 7/12. Régi barátság: A garázsban kitör a botrány a pocsék kaja miatt. Stan anyja elvállalja a szakácskodást, mindenki megelégedésére. Kiderül, hogy a garázs igazgatójának közeli ismerőse még a régi szép időkből. Olive, de főleg Jack ettől fogva védett személyeknek tartják magukat az ellenőrrel szemben, úgy is viselkednek vele. Nem tudják, hogy az igazgató egy hét múlva nyugdíjba megy és a védettségnek annyi.
- 7/13. Kertészkedés: A cégnél meghirdetik a „kinek a kertje a legszebb” vetélkedőt, a nyeremény 25 font. Csak két jelentkező van: Jack és Blakey, akik immár közvetlen szomszédok. Egyre durvábban vetélkednek egymással, a végén már egymás kertjének a rongálásáig is eljutnak. Az igazgató végül kihirdeti az eredményt, ők ketten megosztva utolsók a vetélkedőn, a nyertes pedig az igazgató felesége, aki csak előző nap jelentkezett be. Mikor Jack és Blakey reklamálnak, nem igazság, hogy az igazgató felesége nyer, az csak szomorúan annyit mond, az sem igazság, hogy ő a feleségem.

A Kertészkedés epizód a hetedik évad utolsó része. A cselekmény teljes mértékben lezáratlanul marad, az epizód úgy végződik, mint bármelyik másik. Semmi utalás nem történik arra vonatkozólag, hogy a sorozat ne folytatódna a nyolcadik évaddal.

## Folytatások
- Blakey, az ellenőr visszatér a „Don't drink the Water”, értelemszerű fordításban „Ne idd a csapvizet” című sorozatban. Ebben nyugdíjba vonulása után Spanyolországba költözik, a nővéréhez. A humoros sorozat két évadot élt meg. Címe utalás a mediterrán országokban esetenként nem iható csapvízre.
- Tervbe volt véve még egy hivatalos folytatás is, ez a brit városi közlekedés liberalizációja után játszódott volna. A városban két, konkurens busztársaság alakul, az egyik főnöke az időközben vállalkozásba fogott Stan, a másiké maga Blakey, az ellenőr. A sorozat végül nem valósult meg.
- Lotsa Luck címmel amerikai sorozat is készült. Ebben Stan nem sofőr, hanem a busztársaság talált tárgyak osztályán dolgozik, a problémák forrása nem az ellenőr, hanem élhetetlen sógora. Szintén feltűnik a szorgos és gondoskodó mama, valamint a csúnyácska Olive. Stan legjobb barátjának neve nem Jack, hanem Bummy, valamint nem kalauz. Stanék háza szinte azonos a brit sorozatban láthatóval. A sorozat 22 epizódot élt meg, Stan szerepét Dom deLuise alakította.

## A mozifilmek
A sorozat alapján három mozifilm készült, ezekben ugyanazok a karakterek és színészek tűnnek fel, az alaphelyzet is azonos, de a cselekményben több eltérés is van a tévésorozathoz képest. A sorozatban látható fiktív Luxton helyett a filmek egy nagyobb városban játszódnak. A buszok nem zöldek, hanem pirosak, más a cég emblémája és a garázs kinézete is. Blakey a magyar szinkronban nem ellenőr, hanem felügyelő, Stannal tegeződnek. Arthur és Olive házassága a sorozatban láthatónál valamivel sikeresebb, már egy kisgyerekük is van, de ugyanúgy a mamánál laknak, akárcsak Stan.

### A buszon (a mozifilm)
A tévésorozat alapján készült első mozifilm, melyet 1971-ben mutattak be.
A busztársaságnál nincs elég munkaerő, ezért néhány korosabb, tenyeres-talpas matrónát vesznek fel sofőrnek, így a régi személyzet túlórája és pluszpénze oda lesz. A büfében sincs személyzet, ezért jobb híján Olive áll be, katasztrofális eredménnyel. Stan állandóan a nőkkel van elfoglalva, persze mint mindig, most is sikertelenül, Jack ölébe viszont csak úgy hullanak. Egy alkalommal egy jogosan féltékeny férj félreértés miatt Jack helyett majdnem Stant veri laposra. Olive viszont anyai örömök elé néz.
Stan és Jack mindent megtesznek a sofőrnők leégetésére. Hol ál-eltereléseket csinálnak, hol pókokat tesznek a sofőrfülkébe. Mikor viccből az autópályára terelik az egyik buszt, ami így két órát késik, a sofőrnőket leveszik a buszokról. Stan és Jack öröme csak addig tart, míg kiderül, a hölgyekből Blakey-nél is szigorúbb ellenőröket csináltak. Első intézkedésük a bajkeverő Stan és Jack szétválasztása és külön járatra tétele. Stan felháborodik, míg ki nem derül, Jack helyett egy roppant csinos kalauzhölgyet kapott.

### Lázadás a buszon
A Lázadás a buszon a tévésorozat alapján készült második mozifilm, melyet 1972-ben mutattak be. Magyarországi mozikban 1973 őszétől vetítették.
Stan egy csinos kalauzlánnyal az esküvőre készül, már kinézték a lakást is, amikor Arthurt kirúgják a munkahelyéről. Mivel szükség van a pénzre, Stan lakásvásárlása egy időre elhalasztódik, a barátnő legnagyobb elégedetlenségére. Mivel a cégnél éppen vesznek fel buszvezetőket, Stan kitalálja, legyen Arthur is sofőr, majd ő megtanítja vezetni a külvárosi végállomáson. Az állandó pontatlanságok miatt minden buszba adóvevőt szerelnek, oda lenne a vezetésoktatásnak, ám Jack Blakey a központban lévő adóvevőjét áthangolja a rendőrség hullámhosszára, amiből persze botrány kerekedik, a készülék használatát a rendőrség azonnali hatállyal letiltatja.
Arthurt felveszik sofőrnek, ám Stan pénze nem elegendő a lakás leelőlegezésére, emiatt kapcsolata megromlik. Ő és Jack továbbra is folytatja a széltoló munkavégzést, Blakey viszont a rádió helyett kap egy kocsit a buszok ellenőrzésére. A végállomáson Stanék a motortérben akarják megmelegíteni az ebéd sültkrumplit, mikor Blakey váratlanul kiérkezik ellenőrzésre. Hogy észre ne vegye, a krumplival a motorban indulnak vissza, de mire a garázsba érnek, már füstöl a zacskó. Bedobják a szerelőaknába, ahol ettől tűz üt ki. A garázs egyik tűzoltókészüléke sem működik. Stan a tűz elől kitolat a busszal, ám ripittyára töri Blakey aznap kapott vadonatúj kocsiját. A garázs ezután új és modern, habbal oltó készüléket kap, ám kipróbálásakor Stan miatt az egész garázst elárasztja a hab, Blakey is a habbal teli aknába esik.
A vezetőség a legmodernebb buszukkal túrákat indít egy szafariparkba. Stan Blakey megdöbbenésére az igazgató megzsarolásával eléri, hogy ő legyen a sofőr, így megkeresné a pénzt a lakásra. Mindjárt a próbaúton véletlenül nyitva hagyják a hátsó ajtót, előbb egy oroszlán, majd csimpánzok szabadulnak a buszba, ismét botrány lesz. A busztársaságot eltanácsolják a parkból, a lakásra ismét nincs pénz. Stan jegyessége felbomlik, Blakey büntetésből felügyelőből kalauzzá lép vissza. Stan egy újabb kalauzlánnyal vígasztalódik.

### Vakáció a buszon
A Vakáció a buszon a tévésorozat alapján készített harmadik, egyben utolsó mozifilm, melyet 1973-ban mutattak be. A mama koros udvarlóját az Egy nehéz nap éjszakája című filmben a nagypapát alakító Wilfrid Brambell játssza.
Stan a garázsból kiállás közben szokása szerint a lányokat figyeli, Jack sem irányítja, balesetet okoz, emiatt Blakey is a lábát töri. Mindhármukat kirúgják a társaságtól. Blakey ennek még valamennyire örül is, mert soha többé nem kell látnia Stant. Stan és Jack a wales-i Prestatyn városban, egy tengerparti üdülőközpontban kapnak munkát a nyári szezonra. Stan vezeti a szálloda buszát, Jack a buszon az idegenvezető. Legnagyobb meglepetésükre Blakey fogadja őket, ő lett a szálloda biztonsági szolgálatának a felügyelője. Mindezek tetejébe Arthur és az egész család ugyanide érkezik nyaralni.
Stan és Jack szokás szerint a munka helyett csak a lányokra koncentrál, de ebben megszokott módon inkább Jack sikeres. Blakey is majdnem talál partnert a szálloda ápolónője személyében, de végül Jack leüti a kezéről, ő meg hoppon marad, sőt, még bajba is kerül a vezetőség előtt. Még a mama is talál udvarlóra egy széltoló öregúr személyében. Olive és Arthur leginkább veszekednek. Az események sorában fürdés, buszos kirándulás, hajókirándulás, nosztalgia táncest is szerepelnek. Stan a lányok hajszolása során szinte mindent elront, amit csak el lehet. Amikor egy éjjeli tengerparti randevú miatt ő és Jack elviszik a buszt, amit dagálykor elnyel a tenger, betelik a pohár, ismét mindhármukat kirúgják.
Stan és Jack ismét a munkaközvetítőnél állnak sorba, megdöbbenésükre a pult másik oldalán Blakey fogadja őket, aki a munkaközvetítőnél talált állást. Először mindkettőjüket ki akarja dobni sorsa elrontásáért, ám végül Stan számára talál végre egy testhezálló állást, régi épületek falait szétromboló gépet kell kezelni. Az eddig is mindent elrontó és tönkretévő Stan végre elégedetten dolgozik a falbontó gépen...
|  | Itt a vége a cselekmény részletezésének! |